# 乌龙潭
32°02′46″N 118°46′00″E / 32.046152°N 118.766611°E
乌龙潭，是南京的一个池塘，位于缽山下，因相传晋时有乌龙戏水之异而名。南北长600米，东西宽15米-75米，汇水面积达0.87平方公里，水深0.5米-1米。潭底标高10米-10.5米，常水位11米，出水流入秦淮河。
南唐后主李煜从珍珠河泛舟至清凉山时，曾经过乌龙潭。清代同治年间在蛇山种茶，下雨时夹杂泥沙而下，使潭内淤塞，光绪年间刘坤一疏通乌龙潭，使其免于干涸。